# 하우등
"하우등"은 1999년에 개봉한 대한민국의 영화이다.

## 캐스팅
- 강태영 : 병림 역
- 정재욱 : 창도 역
- 이종우 : 한수 역
- 임지은 : 주경 역
- 이아영 : 다정 역
- 장가현 : 송연 역
- 최재평